# In Solitude
In Solitude est un groupe suédois de heavy metal, originaire d'Uppsala.

## Historique
En 2002, Henrik Helenius, Niklas Lindström, Gottfrid Åhman, et Uno Bruniusson fondent In Solitude sur les cendres de Random Raiders. Le frère de Gottfrid Åhman, Pelle, rejoint le groupe au poste de chanteur l'année suivante. Henrik Heleius quitte le groupe en 2005 et est remplacé par Mattias Gustafsson. Après deux démos et un EP, le groupe sort son premier album en 2008. Son heavy metal aux paroles occultes lui vaut une invitation au festival Keep It True en 2009. La même année Mattias Gustafsson quitte la formation.
En 2010, In Solitude signe un contrat de distribution international avec Metal Blade Records, et est rejoint par le guitariste Henrik Palm. Leur deuxième album, The World, The Flesh, The Devil, est publié le 23 mai 2011, et positivement accueilli par la presse spécialisée, atteignant notamment la 4e place du top 40 des albums extrêmes établi par le magazine Decibel en 2011, et classé 5e des « meilleurs albums de Metal Blade ». L'album leur permet de se produire au Wacken Open Air, au Hole in the Sky ou encore au Roadburn Festival. Ils ouvrent aussi pour Amon Amarth au Royaume-Uni et tournent aux États-Unis, d'abord dans le cadre de la tournée Decibel Magazine Tour, puis avec Down.
Le troisième album, Sister est publié le 1er octobre 2013 par le label Metal Blade. L'album atteint une moyenne générale positive de 78 % sur Metacritic, et reçoit plusieurs accolades, notamment par le magazine Decibel et Pitchfork. Ce même mois, le groupe ouvre pour Watain aux États-Unis, puis tourne en Europe l'année suivante en compagnie de Behemoth et Cradle of Filth. Le groupe annonce sa dissolution en avril 2015.
Leur style de jeu, leur son et le fait que le bassiste Gottfrid Åhman soit comme Tobias Forge un ancien membre de Repugnant font que l'hypothèse que des membres d'In Solitude jouent au sein de Ghost est régulièrement émise,. Cela est confirmé en 2017 lors du lancement d'une procédure judiciaire à l'encontre de Papa Emeritus lancée par d'anciens membres du groupe, parmi lesquels l'ancien bassiste d'In Solitude Henrik Palm.Le batteur Uno Bruniusson joue aussi avec Grave Pleasures et le groupe de doom metal Procession.

## Membres

### Derniers membres
- Gottfrid Åhman - basse (2002-2015)
- Uno Bruniusson - batterie (2002-2015)
- Niklas Lindström - guitare (2002-2015)
- Pelle Åhman - chant (2003-2015)
- Henrik Palm - guitare (2010-2015)

### Anciens membres
- Henrik Helenius - guitare, chant (2002-2005), clavier (2005)
- Mattias Gustafsson - guitare, chant (2005-2009)

## Discographie

### Albums studio
- 2008 : In Solitude
- 2011 : The World. The Flesh. The Devil
- 2013 : Sister

### Singles
- 2004 : In Solitude (démo)
- 2006 : Hidden Dangers (démo)
- 2008 : Hidden Dangers (single)
- 2012 : Mother of Mercy (flexidisk inclut au Decibel Magazine #91)
- 2013 : Lavender (single)